# Selje
Selje este o comună din provincia Sogn og Fjordane, Norvegia.